# 애런섬

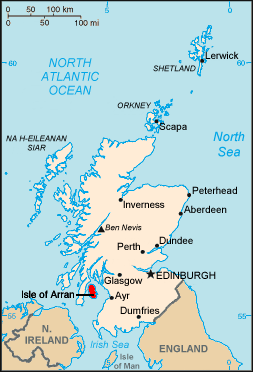
애런 섬의 위치

애런섬(영어: Isle of Arran, 스코틀랜드 게일어: Eilean Arainn)은 영국 스코틀랜드 서남부 클라이드 만에 있는 섬이다. 면적은 432km2, 인구는 4,629명(2011).